# 반포초등학교
반포초등학교는 대한민국 충청남도 공주시 반포면 공암리에 있는 공립 초등학교이다.

## 학교 연혁
- 1921년 4월 1일 : 반포공립보통학교 개교
- 1938년 4월 1일 : 반포공립심상소학교로 개칭
- 1941년 4월 1일 : 반포공립국민학교로 개칭
- 1946년 9월 20일 : 상신분교장 개설
- 1950년 6월 1일 : 반포국민학교로 교명 개칭
- 1961년 12월 1일 : 마암분교장 개설
- 1966년 3월 14일 : 상신, 마암, 학봉 분교장 국민학교로 승격 분리
- 1982년 3월 12일 : 병설유치원 개원
- 1991년 3월 1일 : 마암분교장 통폐합
- 1994년 3월 1일 : 도지정 식생활개선 시범 학교
- 1996년 3월 1일 : 반포초등학교로 학교명 변경
- 1996년 6월 20일 : 교단개혁 시범학교 발표
- 1999년 3월 1일 : 특수학교 1학급 개설
- 2002년 12월 20일 : 급식실 및 화장실 신축
- 2004년 3월 1일 : 8학급 편성(특수학급1 학급포함), 유치원 1학급 편성
- 2005년 2월 17일 : 제82회 졸업(졸업생 총 5353명)
- 2006년 2월 16일 : 제83회 졸업(졸업생 총 5382명)
- 2007년 2월 15일 : 제84회 졸업(졸업생 총 5417명)
- 2007년 3월 2일 : 7학급 편성(특수학급 1학급 포함), 유치원 1학급 편성
- 2007년 10월 17일 : 학교평가 최우수교 선정
- 2007년 11월 22일 : 과학정보교육 테마중심 표창
- 2010년 2월 17일 : 체육관(용비관) 개관
- 2011년 2월 17일 : 제88회 졸업(졸업생 총 5503명)
- 2012년 2월 16일 : 제89회 졸업(졸업생 총 5515명)
- 2013년 2월 15일 : 제90회 졸업(졸업생 총 5539명)
- 2014년 2월 14일 : 제91회 졸업(졸업생 총 5555명)
- 2015년 2월 17일 : 제92회 졸업(졸업생 총 5569명)
- 2016년 2월 5일 : 제93회 졸업(졸업생 총 5587명)

## 참고 자료
- 반포초등학교 - 한국교육학술정보원 학교알리미